# Tat Khalsa
 (juin 2014).

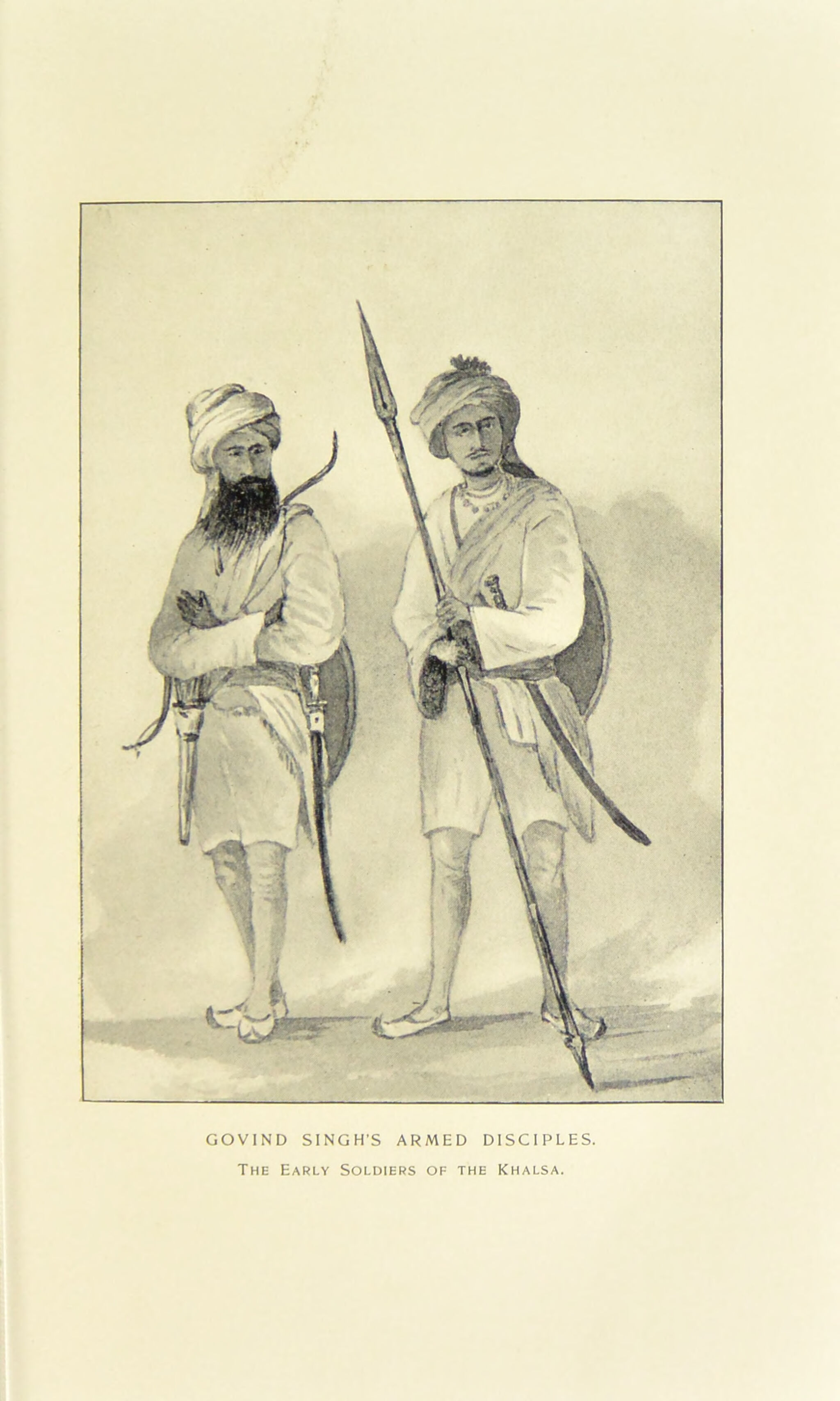
soldat de Khalsa1903

Tat Khalsa ou Tatt Khalsa est un mouvement du sikhisme créé au début du XVIIIe siècle en opposition au Bandai Khalsa, le courant de Banda Singh Bahadur. Tat Khalsa signifie: le Khalsa pur ; Khalsa étant la fraternité sikhe. Ce mouvement résulte d'un schisme qui a eu lieu après la mort du dernier Guru humain, Guru Gobind Singh ; Banda Singh Bahadur voulant se déclarer comme nouveau gourou. Banda Singh mourut en 1716 mais la primauté du Tat Khalsa fut établie en 1721, et les deux mouvements se sont alors réunis. Au début du XXe siècle, les mots Tat Khalsa ont été repris pour désigner un mouvement opposé au Sanatan Singh Sabha; le premier nommé a alors cherché à imposer certains points de vue à l'ensemble de la communauté; des idées que certains qualifient d'orthodoxe c'est-à-dire plus proche du sikhisme originel et plus respectueux des textes, des valeurs. Aujourd'hui les termes Tat Khalsa sont utilisés pour désigner les sikhs toujours prêts à aider la communauté en opposition au terme dhillar sikhs: des sikhs indolents. Les mots Tat Khalsa peuvent désigner aussi une secte.